# Vodní nádrž Láz
Vodní dílo Láz se nachází necelý 1 km vzdušnou čarou západně od obce Láz (Žernová) v lesnatém údolí v Brdech. Je to první nádrž vybudovaná na řece Litavce, která v tomto údolí pramení. Současná šířka hráze je v koruně 5 m, délka dosahuje 245 m, kóta koruny hráze je 643 m a výška hráze je 15,7 m. Nádrž zadržuje 829 000 m³ vody, typické vysokou kyselostí. Plocha zcela zalesněného povodí je 8,8 km² a zatopená plocha je 15,5 ha.

## Historie
Nádrž byla budována v letech 1818–22 jako zásobárna vody, potřebné pro příbramské doly a hutě. Původně se jmenovala podle arcivévody Františka Karla Erzherzog Franz Karl Teich No.1.. V letech 1857–1859 byla po havárii výpustního potrubí a struktury hráze rekonstruována. K další významné rekonstrukci se pak přistoupilo až po více než 100 letech, mezi roky 1991–1993.

## Okolí
Údolí, ve kterém se nádrž nachází, je až na nepatrné výjimky (Skelná Huť) zalesněno a je velmi půvabné. Od místa, kde Litavka opouští les až do sedla (816 m) mezi vrchy Hradiště (839 m) a Brdce (840 m), je dlouhé 4,2 km. V nejužším místě (poblíž hráze nádrže) je široké 0,5 km, v nejširším – od sedla mezi Plešcem (790 m) a Malým Tokem na jihu a Závírkou (722 m) a Brdci na severu pak 3,2 km.
Údolí obklopují vrchy Bílá skála (722 m), Plešec, Malý Tok, Hradiště, Brdce, Závírka a Žernovák (676 m). Ve svazích Malého Toku a Hradiště pramení ve výšce 765 m Litavka. Jde o velmi vlhké údolí, nad nádrží se vyskytují rozsáhlé mokřady a rašeliniště. Západně nad Lázskou nádrží se v místech bývalé sklárny (Skelná Huť), rozkládají půvabné lesní louky. Oblast je hojně navštěvována turisty, cyklisty, běžkaři a také houbaři a sběrači borůvek (rozsáhlé plantáže na vrchu Žernovák).

## Využití
V současnosti slouží jako jeden z rezervoárů pitné vody pro příbramskou aglomeraci.

## Zajímavost

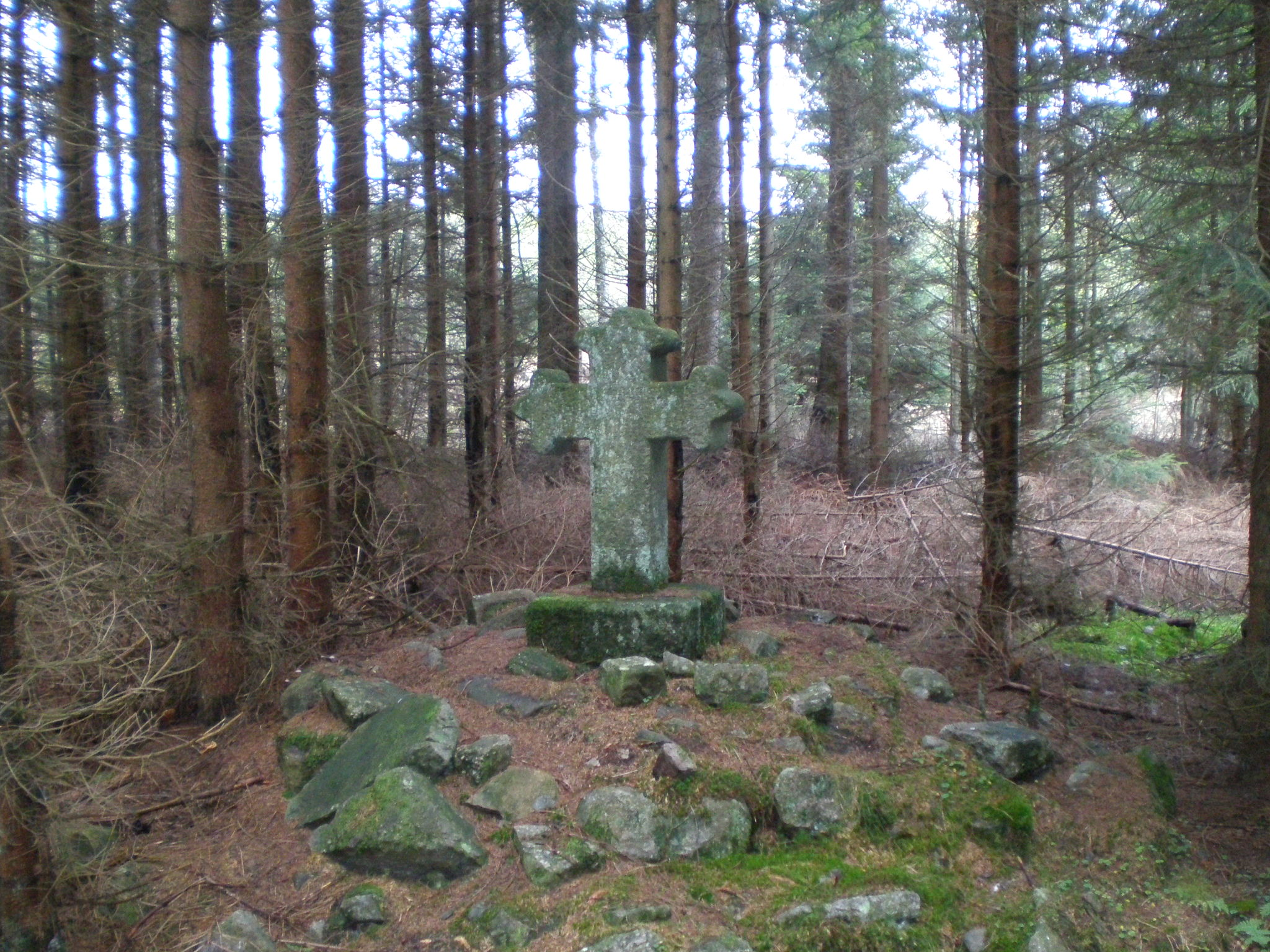
Línkův kříž

Ve vlhké lokalitě zvané „V Šajtech“, nad Lázskou nádrží stojí na skrytém místě tzv. Línkův kříž. Byl zde vybudován na památku lesnického mládence Jana Línka, který zde byl v září roku 1804 zavražděn patrně pytláky. O jeho smrti však kolují různé pověsti, které připouštějí i možnou úkladnou vraždu na objednávku.
Lázská nádrž byla propojena s o něco výše položenou nádrží Pilskou korytem, které od Lázu dále pokračovalo velkým obloukem až na Březové Hory v Příbrami. Tudy byla vedena voda pro důlní a hutní provozy. Tento zděný povrchový kanál, zvaný také Struhy, dlouhý 17,5 km je u nás zcela ojedinělou technickou památkou. Po roce 1960 však již nebyl udržován a nachází se nyní v žalostném stavu, na řadě míst je i zasypán. Objevily se však návrhy na jeho rekonstrukci.